# Ace Ventura: Pet Detective
Ace Ventura: Pet Detective (prt: Ace Ventura - Detective Animal ou Ace Ventura: Detective Animal; bra: Ace Ventura - Um Detetive Diferente) é um filme estadunidense de 1994, dos gêneros comédia maluca e mistério, dirigido por Tom Shadyac. É estrelado por Jim Carrey no papel de como Ace Ventura, um excêntrico detetive de animais encarregado de encontrar um golfinho sequestrado que é mascote do do time de futebol americano Miami Dolphins. Courteney Cox, Tone Loc, Sean Young e o então quarterback do time, Dan Marino, desempenham os demais papéis principais do filme, que também conta com uma aparição especial da banda Cannibal Corpse.
A Morgan Creek produziu o filme com um orçamento de $ 15 milhões, e a James G. Robinson lançou o filme em fevereiro de 1994. Ele arrecadou $ 72,2 milhões nos Estados Unidos e Canadá e $ 35 milhões em outros territórios, totalizando $ 107,2 milhões mundialmente. A atuação de Carrey fez com que o filme ganhasse um cult de seguidores, principalmente entre os adolescentes do sexo masculino. Além de lançar a carreira cinematográfica de Carrey, também deu início a uma franquia, gerando uma sequência Ace Ventura: When Nature Calls (1995), a série animada de televisão Ace Ventura: Pet Detective (1995–2000) e, posteriormente, uma sequência independente feita para a televisão: Ace Ventura Jr.: Pet Detective (2009).

## Sinopse
Ace Ventura é um excêntrico e cômico  detetive, especializado em desvendar crimes envolvendo animais. Seu primeiro trabalho é descobrir o que ocorreu com um golfinho, mascote do time de futebol americano Miami Dolphins que aparentemente foi sequestrado.[carece de fontes?]

## Elenco
- Jim Carrey .... Ace Ventura
- Courteney Cox .... Melissa Robinson
- Sean Young .... Lois Einhorn / Ray Finkle
- Tone Lōc .... Emilio
- Dan Marino .... ele mesmo
- Noble Willingham .... Riddle
- Troy Evans .... Roger Podacter
- Raynor Scheine .... Woodstock
- Udo Kier .... Ron Camp
- Frank Adonis .... Vinnie
- Tiny Ron .... Roc
- David Margulies .... médico
- John Capodice .... Aguado
- Judy Clayton .... Martha Mertz
- Bill Zuckert .... sr. Finkle

## Prêmios e indicações
MTV Movie Awards
- Indicado na categoria de "Melhor Comediante" (Jim Carrey)[carece de fontes?]

Framboesa de Ouro
- Indicado na categoria de "Pior Revelação" (Jim Carrey)[carece de fontes?]